# Maďarsko na Letních olympijských hrách 1964
Maďarsko na Letních olympijských hrách v roce 1964 v japonském Tokiu reprezentovala výprava 182 sportovců (150 mužů a 32 žen) v 17 sportech.

## Medailisté
| Medaile | Jméno | Sport                | Soutěž                                                    |
| ------- | --- | -------------------- | --------------------------------------------------------- |
| Zlato   | Árpád Bárány Tamás Gábor István Kausz Győző Kulcsár Zoltán Nemere | Šerm                 | Družstvo mužů kord                                        |
| Zlato   | Tibor Pézsa | Šerm                 | Muži šavle jednotlivci                                    |
| Zlato   | Ildikó Ságiová-Rejtőová | Šerm                 | Ženy fleret jednotlivci                                   |
| Zlato   | Paula Marosi Katalin Juhászová Judit Ágoston Lídia Dömölkyová Ildikó Ságiová-Rejtőová | Šerm                 | Družstvo žen fleret                                       |
| Zlato   | Ferenc Török | Moderní pětiboj      | Muži jednotlivci                                          |
| Zlato   | László Hammerl | Sportovní střelba    | Muži 50 metrů libovolná malorážka 60 ran vleže            |
| Zlato   | Imre Polyák | Zápas                | muži, řecko-římský do 63 kg                               |
| Zlato   | István Kozma | Zápas                | muži, řecko-římský nad 97 kg                              |
| Zlato   | Ferenc Bene Tibor Csernai János Farkas József Gelei Kálmán Ihász Sándor Katona Imre Komora Ferenc Nógrádi Dezső Novák Árpád Orbán Károly Palotai Antal Szentmihályi Gusztáv Szepesi Zoltán Varga | Fotbal               | Turnaj mužů                                               |
| Zlato   | Miklós Ambrus András Bodnár Ottó Boros Zoltán Dömötör László Felkai Dezső Gyarmati Tivadar Kanizsa György Kárpáti János Konrád Mihály Mayer Dénes Pócsik Péter Rusorán                           | Vodní pólo           | Družstvo mužů                                             |
| Stříbro | Gyula Zsivótzky | Atletika             | Muži hod kladivem                                         |
| Stříbro | Gergely Kulcsár | Atletika             | Muži hod oštěpem                                          |
| Stříbro | Márta Rudasová | Atletika             | Ženy hod oštěpem                                          |
| Stříbro | Mihály Hesz | Kanoistika           | Muži K1 1 000 m                                           |
| Stříbro | Katalin Makray | Sportovní gymnastika | Ženy bradla                                               |
| Stříbro | Imre Földi | Vzpírání             | Muži bantamová váha do 56 kg                              |
| Stříbro | Géza Tóth | Vzpírání             | Muži lehkotěžká váha do 82,5 kg                           |
| Bronz   | Vilmos Varjú | Atletika             | Muži vrh kouli                                            |
| Bronz   | Anikó Ducza | Sportovní gymnastika | Ženy prostná                                              |
| Bronz   | Imre Nagy Ferenc Török Ottó Török | Moderní pětiboj      | Družstvo mužů                                             |
| Bronz   | László Hammerl | Sportovní střelba    | Muži 50 metrů libovolná malorážka 3×40 ran polohový závod |
| Bronz   | Győző Veres | Vzpírání             | Muži lehkotěžká váha do 82,5 kg                           |